# World Skate Europe Rink Hockey
Le Comité européen de rink hockey, ou CERS-RH, est le principal comité technique de rink hockey responsable de ce sport en Europe. Il est placé sous l'autorité de la Confédération européenne de roller-skating. Le CERH fait partie de la Fédération internationale de roller sports.

## Organigramme
L'organigramme du Comité européen de rink hockey est le suivant:
- Carlos Graça (président)
- Jean-Paul Chiffoleau (vice-président)
- Vitor Silva (secrétaire générale)

Voici la liste des différents présidents élus à la tête du CERH depuis sa création:
| Années      | Président      |
| ----------- | -------------- |
| 1976 à 1988 | Joop C. Brujin |
| 1988 à 1992 | Joel Retureau  |
| 1992 à 1996 | Carlos Bica    |
| 1996 à 2004 | Carlos Sena    |
| 2004 à 2012 | Carlos Graça   |

## Compétitions
Le CERH organise les compétitions entre clubs et entre sélections nationales à l'échelon européen.

### Sélections nationales
- Championnat d'Europe masculin
- Championnat d'Europe masculin des moins de 19 ans
- Championnat d'Europe masculin des moins de 17 ans
- Championnat d'Europe féminin
- Championnat d'Europe féminin des moins de 20 ans
- Coupe latine

### Clubs
- WSE Champions League (anciennes appellations : 1965-1996 Coupe des champions, 1996-2007 Ligue des champions, 2007-2022 Ligue Européenne)
- WSE Cup (ancienne appellation : 1980-1998 Coupe CERS)
- Coupe continentale
- Coupe des coupes (disparue)
- Coupe ville de Vigo
- Coupe d'Europe féminine